# Sun Mu
Sun Mu (koreansk: 선무) er en koreansk maler, der arbejdede som propagandakunstner i Nordkorea før han flygtede til Sydkorea i 1990'erne.
Sun Mu blev født i Nordkorea, og oplært af Koreas Folkehær som propagandakunstner. Han studerede senere kunst på et kollegium. Han flygtede til Sydkorea under en alvorlig hungersnød i 1990'erne, hvor han i dag arbejder som maler. Af hensyn til den familie han efterlod i Nordkorea bruger han pseudonymet "Sun Mu" i stedet for sit rigtige navn og tillader ikke billeder af sit ansigt.

## Kunst
Sun er blevet berømt og berygtet for sine maleriers socialistisk-realistiske stil, som ligner nordkoreansk propagandas billedsprog og er endda blevet fejltaget for en sådan. Én af hans portrætter af tidligere nordkoreanske leder Kim Il-sung blev fjernet fra en biennale i Pusan, fordi arrangørerne ønskede at undgå problemer for at udstille "pro-kommunistisk" kunst.
Sun selv og kunstkritikere har bemærket, at hans billeder er fyldt med politisk satire, der for eksempel skildrer de nordkoreanske ledere i vestligt tøj. Hans signaturarbejde er "Happy Children"-serien af malerier, der viser nordkoreanske børn vise det ensartede tvunget smil, som Sun siger han lærte i skolen i Nordkorea.